# Jevgenij Brago
Jevgenij Nikolajevitj Brago (på russisk: Евгений Николаевич Браго) (født 1. marts 1929 i Moskva, død 13. maj 2024) var en russisk roer og tredobbelt europamester.

## Rokarriere
Brago roede for Krylya Sovetov i Moskva og var en del af denne klubs otter, der dominerede sovjetisk og europæisk roning i midten af 1950'erne. Sovjetunionen sendte denne båd til OL 1952 i Helsinki; den øvrige besætning bestod af Jevgenij Samsonov, Vladimir Rodimusjkin, Aleksej Komarov, Slava Amiragov, Igor Borisov, Leonid Gissen, Vladimir Krjukov og styrmand Igor Poljakov. Denne båd vandt først sit indledende heat og blev derpå nummer to i semifinalen, hvilket gav et ekstra løb i form af et opsamlingsheat, som Sovjetunionen vandt sikkert. I finalen holdt den sovjetiske båd nogenlunde trit med den amerikanske i begyndelsen, men efterhånden blev det klart, at de forsvarende olympiske mestre fra USA ikke kunne hentes og sikrede sig guldet mere end fem sekunder foran den sovjetiske, der fik sølv, mens Australien fik bronze.
Brago vandt også tre EM-guldmedaljer med den sovjetiske otter, i henholdsvis 1953, 1954 og 1955.

## OL-medaljer
- 1952:  Sølv i otter